# Poa multnomae
Poa multnomae là một loài cỏ trong họ hòa thảo, thuộc chi poa.